# Рамирес, Освальдо (футболист)
Освальдо Фелипе Рамирес Сальседо (исп. Oswaldo Felipe Ramírez Salcedo; 28 марта 1947 года, Лима, Перу) — перуанский футболист, нападающий. Победитель Кубка Америки 1975 года.

## Карьера
Освальдо Рамирес начал карьеру в футбольном клубе «Спорт Бойз». В составе клуба он дебютировал в Кубке Либертадорес 1967 года и стал лучшим бомбардиром чемпионата Перу в 1968 году. В 1970 году нападающий перешёл в «Университарио», в составе которого он выиграл два чемпионата Перу. В 1972 году Рамирес стал лучшим бомбардиром Кубка Либертадорес и помог команде дойти до финала, где победу одержал аргентинский клуб «Индепедьенте». В 1975—1977 годах он выступал за мексиканский клуб «Атлетико Эспаньол», с которым выиграл Кубок чемпионов КОНКАКАФ, забив по голу в полуфинале и финале. В 1977 году нападающий вернулся в Перу, где он выиграл два чемпионата с клубом «Спортинг Кристал» и вновь стал лучшим бомбардиром чемпионата. В 1980—1981 годах играл за клуб «Депортиво Галисия», с которым он выиграл Кубок Венесуэлы. Завершил карьеру в клубе «Спортинг Кристал».

## Карьера в сборной
Рамирес впервые сыграл за сборную Перу 7 апреля 1969 года против Бразилии. В отборочном турнире к чемпионату мира 1970 года нападающий забил 2 гола в ворота Аргентины и помог сборной выйти в финальный турнир. На самом чемпионате мира он сыграл два матча, против Марокко (3:0) и ФРГ (1:3). В 1975 года Освальдо Рамирес помог сборной Перу выиграть Кубок Америки, забив по голу в двух матчах против Боливии и в финале против Колумбии

## Достижения
«Унивеситарио Лима»
- Чемпион Перу: 1971, 1974

«Атлетико Эспаньол»
- Победитель Кубка чемпионов КОНКАКАФ: 1975

«Спортинг Кристал»
- Чемпион Перу: 1979, 1980

«Депортиво Галисия»
- Обладатель Кубка Венесуэлы: 1981

Сборная Перу
- Обладатель Кубка Америки: 1975